# The Precinct (jogo eletrônico)
The Precinct é um jogo de ação e aventura desenvolvido pela Fallen Tree Games e publicado pela Kwalee. Ele se inspira nos primeiros jogos Grand Theft Auto com uma perspectiva de cima para baixo. Ao contrário de American Fugit.

## Jogabilidade
Situado no mesmo universo de American Fugitive, o jogo se passa em Averno City (um lugar fictício inspirado na cidade de Nova York) durante 1983. O jogador controla Nick Cordell Jr., filho do falecido chefe de polícia Nick Cordell Sr. O equipamento inicial inclui um revólver .38 de 6 tiros, um bastão e um taser. Semelhante à série Police Quest, o jogador tem que seguir os procedimentos policiais, como escrever multas para veículos estacionados incorretamente, usar a força apenas quando necessário, ler os direitos de Miranda de um suspeito e registrar suspeitos presos na delegacia. Os jogadores também podem chamar reforços e usar helicópteros.

## Desenvolvimento
Originalmente programado para ser lançado em 15 de agosto de 2024, The Precinct foi adiado para um lançamento no outono de 2024 devido a restrições de tempo. Como parte do Next Fest de outubro de 2024 do Steam, uma demo foi lançada em 14 de outubro. Foi novamente adiado para uma versão proposta para 2025. O jogo foi lançado em 13 de maio de 2025.